# Barra (Bahia)
Barra, amtlich portugiesisch Município de Barra, ist eine kleine Stadt mit 49.325 Einwohnern (2010) im Bundesstaat Bahia, Brasilien. Der Flughafen von Barra ist der Barra Airport.

## Klima

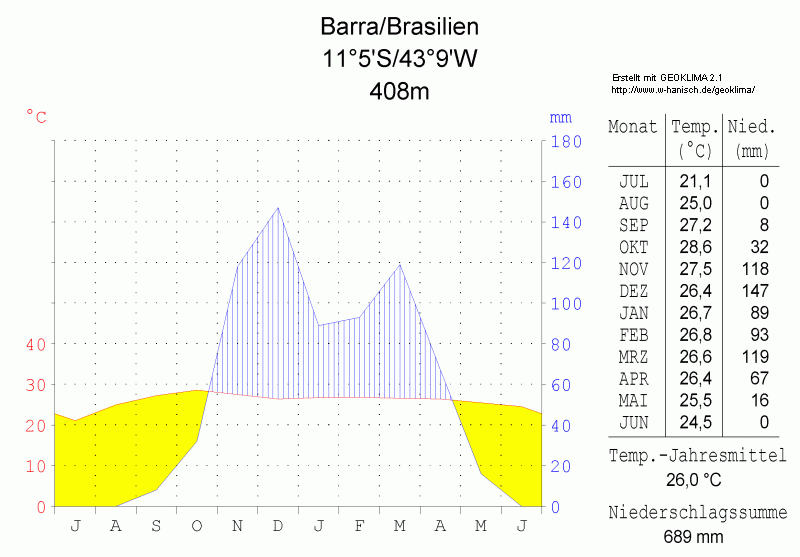
Klimadiagramm

## Bilder

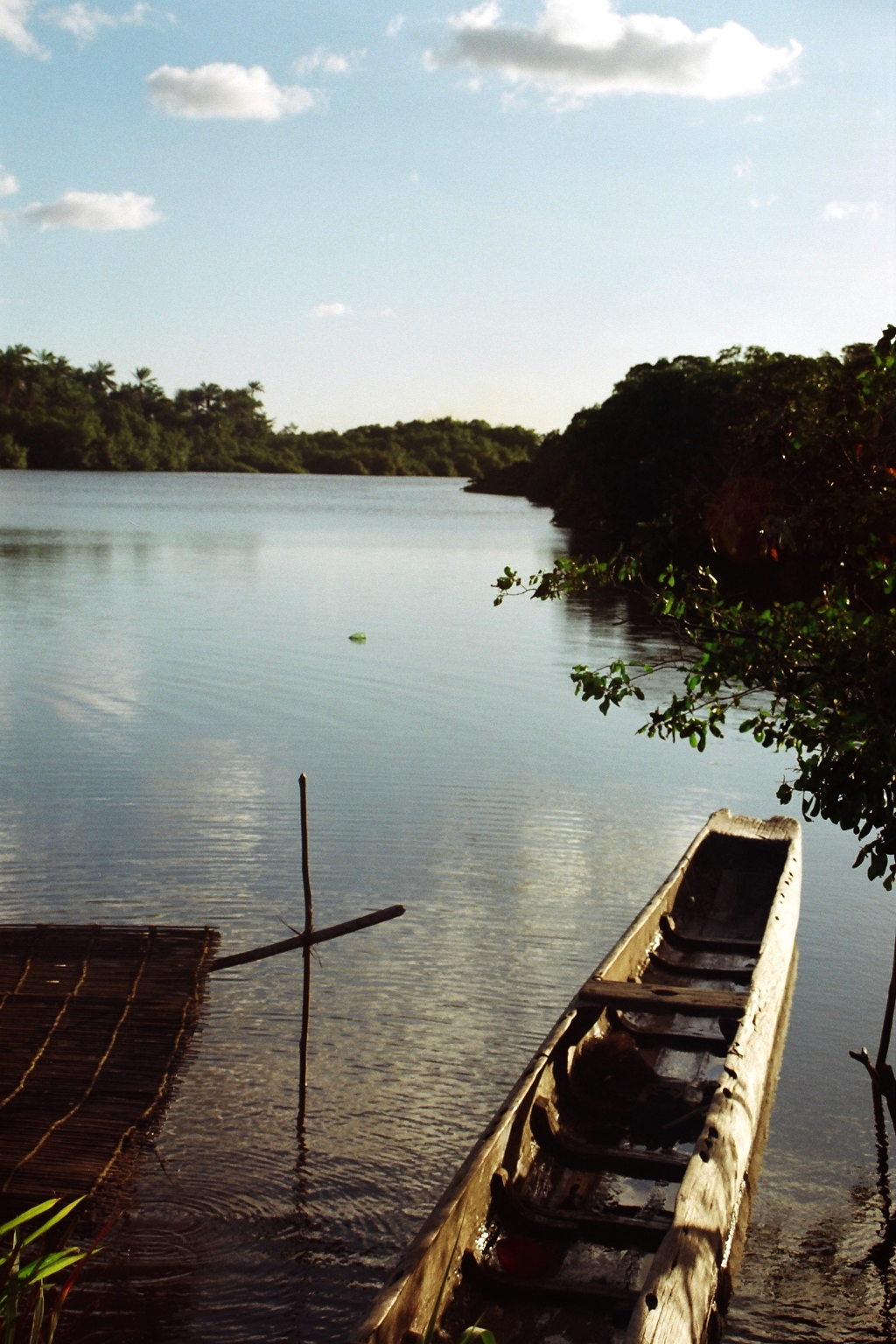
Barra Grande
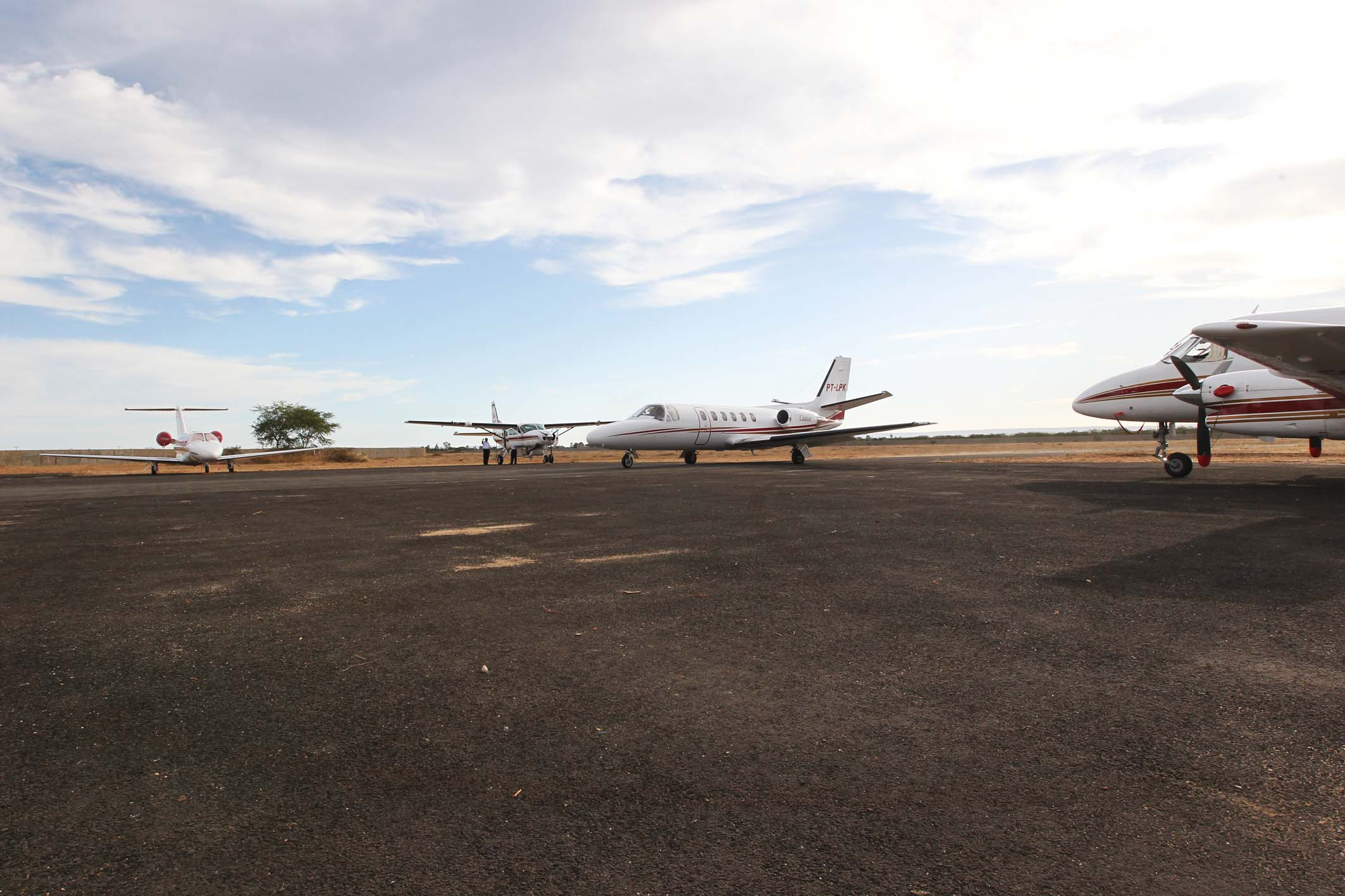
Der Barra Airport